# Sternotomis mathildae
Sternotomis mathildae es una especie de escarabajo longicornio del género Sternotomis, subfamilia Lamiinae. Fue descrita científicamente por Allard en 1993.
Se distribuye por Camerún. Posee una longitud corporal de 22 milímetros.